# Henri de Régnier
Henri de Régnier, född 28 december 1864 i Honfleur i Frankrike, död 23 maj 1936 i Paris, var en fransk författare och poet.

## Biografi och författarskap
Régnier utbildades till jurist i Paris. År 1885 började han att ge bidrag till tidskrifter i Paris, och hans verser publicerades av de flesta av de franska och belgiska tidskrifter som var intresserade av symbolistiska författare. Efter att ha börjat som en parnassist behöll han den klassiska traditionen, även om han antog några av nyheterna hos Jean Moréas och Gustave Kahn. Hans vagt suggestiva stil visar också påverkan av Stéphane Mallarmé, som han var en framgångsrik elev till.
Régniers första volymen av dikter, Lendemains, gavs ut 1885, och bland många senare volymer finns Poèmes anciens et Romanesques (1890), Les Jeux Rustiques et divins (1890), Les Médailles d'argile (1900), La Cité des Eaux (1903). Han är också författare till en rad realistiska romaner och berättelser, bland vilka finns La Canne de Jaspe (2:a utg., 1897), La Double Maîtresse (5:e utg., 1900), Les Vacances d'un jeune homme salvia (1903), och Les Amants singuliers (1905). 
Régnier var gift med Marie de Heredia, dotter till poeten José María de Heredia, och som själv var romanförfattare och poet under pseudonymen Gérard d'Houville.
Som en man med aristokratisk bäring och smak, blev Régnier en viktig person i det franska intellektuella samhället under åren efter förra sekelskiftet. År 1911 valdes han till Académie Française.